# 马翁 (巴利阿里群岛)
马翁（西班牙語：Mahón）是西班牙巴利阿里群岛的一个市镇。总面积117平方公里，总人口29125人（2009年），人口密度199人/平方公里。